# Eads
Eads – miasto w Stanach Zjednoczonych, w stanie Kolorado, siedziba administracyjna hrabstwa Kiowa.